# King of My Castle
King of My Castle è una canzone del produttore di musica elettronica statunitense Chris Brann (alias Wamdue Project) con la voce di Gaelle Adisson.
Pubblicata inizialmente nel 1997 come canzone downtempo, è divenuta una hit internazionale nel 1999, con il remix del produttore house Roy Malone (aka Mauro Ferrucci & Walterino). La canzone ha raggiunto le prime posizioni nelle classifiche di diversi paesi, tra cui il primo posto negli Stati Uniti d'America e del Regno Unito. Uno dei due video è composto da spezzoni del film d'animazione giapponese del 1995 Ghost in the Shell.
Il brano in Italia ha raggiunto l'ottava posizione nella classifica dei singoli. King of My Castle è stata ripubblicata nel 2009 con nuovi remix di Rowald Steyn, Sander van Doorn, Mischa Daniëls ed Armin van Buuren.

## Lista formati
CD Singolo
1. "King Of My Castle" (Roy Malone's King Radio Edit) - 3:40
2. "King Of My Castle" (S'man's Comin'4 Ya Castle Radio Edit) - 3:11

Maxi CD
1. "King Of My Castle" (Roy Malone's King Radio Edit) - 3:40
2. "King Of My Castle" (S'man's Comin'4 Ya Castle Radio Edit) - 3:11
3. "King Of My Castle" (Original Radio Edit) - 3:40
4. "King Of My Castle" (Roy Malone's King Mix) - 4:56
5. "King Of My Castle" (S'man's Comin'4 Ya Castle) - 7:58
6. "King Of My Castle" (Beef Injection Mix) - 7:31
7. "King Of My Castle" (Charles Shilling Toboggan Mix) - 6:34

## Classifiche e certificazioni musicali

### Classifiche
| Classifica                            | Posizione |
| ------------------------------------- | --------- |
| Australia (ARIA)                      | 26        |
| Austria (Ö3 Austria Top 40)           | 5         |
| Belgio (Ultratop 40)                  | 3         |
| Danimarca (Track Top-40)              | 3         |
| Finlandia (Suomen virallinen lista)   | 15        |
| Francia (SNEP)                        | 6         |
| Germania (Media Control AG)           | 3         |
| Italia (FIMI)                         | 8         |
| Norvegia (VG-lista)                   | 2         |
| Nuova Zelanda (RIANZ)                 | 21        |
| Paesi Bassi (Single Top 100)          | 2         |
| Regno Unito (Official Charts Company) | 1         |
| Stati Uniti (Billboard)               | 1         |
| Svezia (Sverigetopplistan)            | 31        |
| Svizzera (Schweizer Hitparade)        | 7         |